# 利斯尼奇夫卡
48°0′39″N 29°31′24″E / 48.01083°N 29.52333°E
利斯尼奇夫卡（羅馬化：Lisnychivka）是位於烏克蘭西南部敖德萨州波迪利斯克區巴爾塔市鎮的村莊。該村距離巴爾塔10公里，始建於1786年，面積2.88平方公里，海拔高度219米，2001年人口652。